# Clancy Eccles
Clancy Eccles, född den 9 december 1940 i Dean Pen, Jamaica, död 30 juni 2005, var en jamaicansk reggaemusiker, musikproducent, låtskrivare och sångare. Han började sin musikaliska karriär som sångare i Coxsone Dodds "Studio One" 1959, men bestämde sig 1967 för att öppna en egen inspelningsstudio. Till sin hjälp hade han husbandet The Dynamites, med bland annat Gladstone Anderson på klaviatur. Enligt Winston Holness, en samtida musikproducent, var Clancy Eccles personen som myntade uttrycket "reggae".

## Diskografi (i urval)
Singlar före 1967
- River Jordan / I Live And I Love - 1960 - (Blue Beat producerad av Coxsone Dodd)
- Freedom / More Proof - 1960 - (Blue Beat producerad av Coxsone Dodd)
- Judgement / Baby Please - 1963 - Island Records
- I'm The Greatest - 1963 - (Producerad av Mike Shadad)
- Glory Hallelujah - 1963 - (Island Records producerad av Coxsone Dodd)
- Sammy No Dead / Roam Jerusalem - 1965 - (Ska Beat producerad av Lyndon Pottinger)
- Miss Ida - 1965 - (Ska Beat)

Samlingsalbum efter 1967
Clancy Eccles
- Clancy Eccles - Freedom - 1969 - (Clandisc/Trojan)
- Clancy Eccles - 1967-1983 - Joshua's Rod Of Correction - (Jamaican Gold) (1996)
- Clancy Eccles - Top Of The Ladder - 1973 - (Big Shot/Trojan)

Clancy Eccles & The Dynamites
- The Dynamites - Fire Corner - 1969 - (Clandisc)
- Clancy Eccles & The Dynamites - Herbsman Reggae - 1970 - (Clandisc)
- Clancy Eccles & The Dynamites - Top Of The Ladder - 1973 - (Big Shot/Trojan)
- The Dynamites - The Wild Bunch Are The Dynamites - 1967-1971 - (Jamaican Gold) (1996)
- Clancy Eccles & The Dynamites - Nyah Reggae Rock - 1969-1970 - (Jamaican Gold) (1997)

Clancy Eccles productions
- King Stitt - Reggae Fire Beat - 1969-1970 - (Jamaican Gold) (1996)
- Cynthia Richards & Friends - Foolish Fool -1970 - (Clandisc)
- Tito Simon - Just Tito Simon - 1973 - (Horse/Trojan producerad tillsammans med Joe Sinclair)
- Various - Clancy Eccles - Fatty Fatty - 1967-1970 - (Trojan) (1998)
- Various - Clancy Eccles Presents His Reggae Revue - Rock Steady Intensified - 1967-1972 - (Heartbeat Records) (1990)
- Various - Kingston Town: 18 Reggae Hits - (Heartbeat Records) (1993)
- Various - Clancy Eccles - Feel The Rhythm - 1966-1968 - Jamaican Gold (2000)
- Various - Clancy Eccles' Rock Steady Reggae Revue at Sombrero Club - 1967-1969 - (Jamaican Gold) (2001)
- Various - Clancy Eccles' Reggae Revue At The Ward Theatre - 1969-1970 - (Jamaican Gold) (2001)
- Various - Clancy Eccles' Reggae Revue At The VIP Club - 1970-1973 - (Jamaican Gold) (2001)
- Various - Clancy Eccles' Reggae Revue At The Carib Theatre - 1973-1986 - (Jamaican Gold) (2001)
- Various - Clancy Eccles: Freedom - An Anthology - (Trojan) (2005)